# Potas

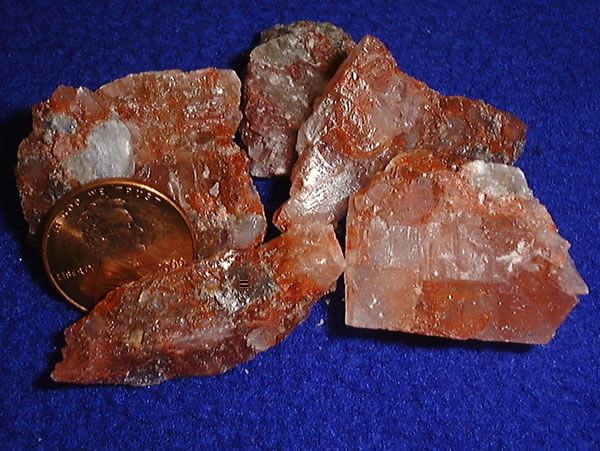
Potas

Potas (pot-as) is een mengsel van zouten dat hoofdzakelijk uit kaliumcarbonaat bestaat.
De naam wordt ook wel gebruikt voor andere kaliumzouten en kaliumhoudende mineralen.

## Winning
Potas werd gehaald uit Danzig en Koningsbergen, waar het werd gemaakt door eiken en beuken te verbranden, de houtas op te lossen in water en de gefilterde oplossing in te dampen. Het oplosbare zout dat overbleef werd potas genoemd omdat het in potten werd verhandeld. Een grote vraag naar potas leidde tot ontbossing. Daarom zocht men in de tweede helft van de 18e eeuw naar een proces om natriumcarbonaat, dat potas kon vervangen, uit natriumchloride te vervaardigen. Het Leblancproces, dat voor het eerst werd toegepast in 1791, leidde tot een uitgebreide soda-industrie waardoor glas, textiel en ook zeep veel goedkoper en in grotere hoeveelheden te vervaardigen waren. 
De meeste potas wordt nu gewonnen door mijnbouw op een diepte van 1200 meter of meer. Deze voorkomens zijn ontstaan nadat grote stukken zee ingesloten raakten waarmee de toevoer van zeewater werd geblokkeerd. Onder droge en warme omstandigheden verdampte het zoute zeewater en bleef een laag gekristalliseerd zout achter. De grootste kaliumafzettingen komen voor in Canada en Rusland. De Canadese voorkomens zijn gevormd tijdens het Devoon, zo’n 370 miljoen jaar geleden, en de Russische tussen de 275 tot 490 miljoen jaar geleden. De meest recente afzettingen zijn zoutmeren in Chili, Volksrepubliek China, Israël, Jordanië en de Verenigde Staten.
Er zijn drie manieren om de kaliumafzettingen te exploiteren. Veruit het meest belangrijk is de winning via mijnbouw uit de ondergrond. Verder wordt zo’n 10% geproduceerd door verdamping van het water in bestaande zoutmeren zoals de Dode Zee en een vergelijkbaar deel wordt gewonnen door water in zeer diepe zoutlagen te pompen en het zoute water weer naar boven te halen.
Het erts bevat maximaal zo’n 30% kaliumchloride (KCl) en de rest zijn andere zouten maar ook klei. Om het gehalte te verhogen wordt het eerst vermalen tot een soort poeder. Om het KCl hieruit vrij te maken maakt men gebruik van het verschil in oplosbaarheid van KCl ten opzichte van andere zouten, zoals natriumchloride (NaCl), in water bij verhoogde temperaturen. Flotatie is de andere methode, het gesuspendeerde mengsel wordt gescheiden op basis van verschil in bevochtigbaarheid door water. In het mengsel wordt lucht geblazen. De hydrofobe KCl-deeltjes blijven kleven aan de luchtbellen en drijven naar de oppervlakte en de rest zakt naar de bodem. Na drogen resteert een stof bestaande uit 95-98% KCl.
Bij het proces komen grote hoeveelheden reststoffen vrij. Dit afval wordt gestort op grote bergen bij de verwerkingsfabrieken, het gaat terug naar de mijnen of wordt in opgeloste vorm geloosd in rivieren. 
Wereldwijd bedroeg de productie ongeveer 41 miljoen ton in 2022, een forse stijging ten opzichte van 33 miljoen ton in 2010. De grootste producent is Canada met een wereldwijd productieaandeel van ongeveer 33%. Verder zijn Rusland en China belangrijke leveranciers, maar alle twee landen produceren elk ongeveer de helft van Canada. In Europa is Duitsland de grootste leverancier met zo'n 2,7 miljoen ton in 2022. Meer dan 90% van alle potas wordt verwerkt tot kunstmest.
De drie grootste exporterende landen zijn Canada, Rusland en Wit-Rusland en samen nemen deze drie landen driekwart van de wereldwijde export voor hun rekening. Grote importerende landen zijn Brazilië, de Volksrepubliek China en de Verenigde Staten die gezamenlijk iets meer dan de helft van alle potas invoeren.
Enkele grote producenten van potas zijn het Canadese bedrijf Nutrien, het voormalige Potash Corporation of Saskatchewan, Mosaic, het Russische Oeralkali en K+S in Duitsland.

## Samenstelling
Potas bestaat grotendeels uit kaliumcarbonaat. Het woord potas wordt ook wel gebruikt als synoniem voor dit zout.
Daarnaast bevat het andere zouten, voornamelijk kaliumzouten zoals kaliumchloride en kaliumsulfaat.

## Gebruik
Potas werd al lange tijd gebruikt bij de productie van glas, ontsmettingsmiddelen en zeep. Het is ook een hulpstof voor de productie van rozijnen. Pas in 1840 ontdekte de Duitser Justus Liebig dat kalium een essentieel voedingsbestanddeel is voor planten. Na deze ontdekking nam de vraag naar kalimeststof sterk toe. Dit stimuleerde de exploitatie van een grote kaliumafzetting in Staßfurt, in de Duitse deelstaat Saksen-Anhalt, vanaf 1856.

## Afgeleide termen
- Het woord potassium, dat kalium betekent in het Engels en het Frans, is afgeleid van het Nederlandse woord 'pot-as'.